# Edinburg (New York)
Edinburg è un comune degli Stati Uniti d'America, situato nello Stato di New York, nella contea di Saratoga.